# Mizzi Kaspar
Mizzi Kaspar, född 1864, död 1907, var mätress till Rudolf av Österrike.
Kaspar var prostituerad, och Rudolf spenderade mycket pengar på henne: år 1887 köpte han henne ett hus på tre våningar i Wien. Rudolf talade med henne om sin depression och dödslängtan och försökte få henne att ingå en självmordspakt. Hon vägrade och informerade polisen, men hennes rapport ignorerades. Rudolf var hos henne innan han reste till Mayerling 1889, där han begick självmord med Marie Vetsera. Han lämnade henne en förmögenhet i sitt testamente. Hon avled i syfilis, som hon tros ha fått av honom. 